# Vỡ nợ quốc gia
Vỡ nợ quốc gia (tiếng Anh: sovereign default) là việc chính phủ của một quốc gia có chủ quyền không hoàn trả đầy đủ các khoản nợ của mình khi đến hạn. Việc ngừng các khoản thanh toán có kỳ hạn (hoặc các khoản phải thu) có thể đi kèm với tuyên bố chính thức của chính phủ rằng họ sẽ không thanh toán (hoặc chỉ trả một phần) các khoản nợ của mình, hoặc có thể không được thông báo trước. Cơ quan xếp hạng tín nhiệm sẽ tiến hành tính toán việc xếp loại vốn, lãi suất, các khoản nợ không liên quan, thủ tục vỡ nợ, và việc không tuân thủ các điều khoản của trái phiếu hoặc các công cụ nợ khác.

## Khái quát
Các quốc gia đôi khi rũ bỏ một số gánh nặng nợ nần thực sự của họ thông qua lạm phát. Điều này không phải là "vỡ nợ" theo nghĩa thông thường bởi vì khoản nợ vẫn được tuân thủ, mặc dù với tiền tệ có giá trị thực thấp hơn. Đôi khi các chính phủ còn chủ động phá giá tiền tệ của họ. Điều này có thể được thực hiện bằng cách in thêm tiền để chi trả cho các khoản nợ của chính họ, hoặc bằng cách chấm dứt hoặc thay đổi khả năng quy đổi của đồng tiền của họ thành kim loại quý hoặc ngoại tệ theo tỷ giá xác định. Việc này khó định lượng hơn là lãi suất hoặc nợ gốc, và thường được định nghĩa là một khoản vỡ nợ không liên quan hoặc theo thủ tục (vi phạm) các điều khoản của hợp đồng hoặc các công cụ khác.
Một chính phủ có chủ quyền theo định nghĩa được tự kiểm soát công việc của chính mình, nên nó cũng có thể không có nghĩa vụ phải trả nợ. Tuy nhiên, các chính phủ có thể phải đối mặt với áp lực nặng nề từ các quốc gia cho vay. Trong một số trường hợp cực đoan, một quốc gia chủ nợ lớn đã đe dọa chiến tranh hoặc gây chiến với quốc gia con nợ không chịu trả nợ để chiếm đoạt tài sản. Ví dụ năm 1882, Vương quốc Anh đã xâm lược Ai Cập hay việc "ngoại giao pháo hạm" của Hoa Kỳ ở Venezuela vào giữa những năm 1890 và việc Hoa Kỳ chiếm đóng Haiti bắt đầu từ năm 1915. Mãi đến khi Hiến chương Liên hợp quốc được thành lập, trong đó tại Điều 2 mới cấm các quốc gia sử dụng vũ lực với một quốc gia có chủ quyền khác. 

## Hậu quả
Các quốc gia chủ nợ cũng như nền kinh tế và các công dân của quốc gia vỡ nợ đều chịu ảnh hưởng bởi sự vỡ nợ quốc gia.

### Đối với quốc gia chủ nợ
Cái giá phải trả ngay lập tức đối với các chủ nợ là mất toàn bộ gốc và lãi đối với các khoản cho vay của họ đối với quốc gia không trả được nợ.
Trong trường hợp này thông thường sẽ kết thúc bằng các đàm phán quốc tế nhằm hủy bỏ một phần nợ (ví dụ: Thỏa thuận Luân Đôn về các khoản nợ bên ngoài của Đức năm 1953) hoặc cơ cấu lại nợ (ví dụ: Brady Bonds vào những năm 1980).

### Đối với quốc gia vỡ nợ
Khi một quốc gia không trả được nợ, nhà nước nước đó sẽ hủy bỏ (hoặc bỏ qua, tùy thuộc vào quan điểm) các nghĩa vụ tài chính / các khoản nợ của mình đối với một số chủ nợ nhất định. Hiệu quả tức thì của việc này là giảm tổng số nợ và giảm các khoản thanh toán đối với lãi của khoản nợ đó. Tuy nhiên một vụ vỡ nợ có thể gây tổn hại nghiêm trọng đến uy tín của nhà nước quốc gia này đối với các chủ nợ, điều này cũng đồng nghĩa với việc có thể bị hạn chế khả năng quốc gia đó trong việc nhận được tín dụng từ thị trường vốn. Trong một số trường hợp, quốc gia cho vay có thể cố gắng phá hoại chủ quyền tiền tệ của quốc gia con nợ hoặc thậm chí tuyên chiến.